# Montecchio Vesponi
Montecchio Vesponi is een plaats (frazione) in de Italiaanse gemeente Castiglion Fiorentino, provincie Arezzo, en telt circa 1200 inwoners.

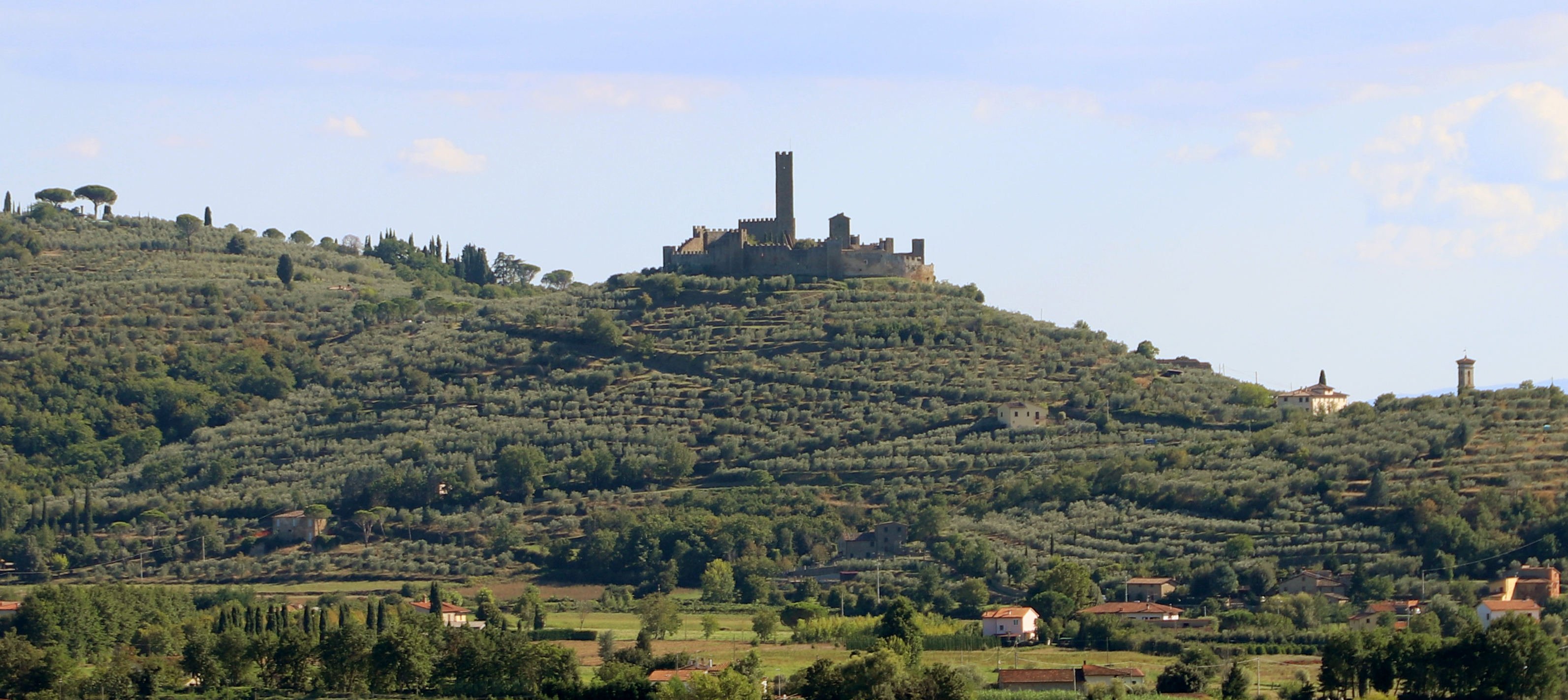
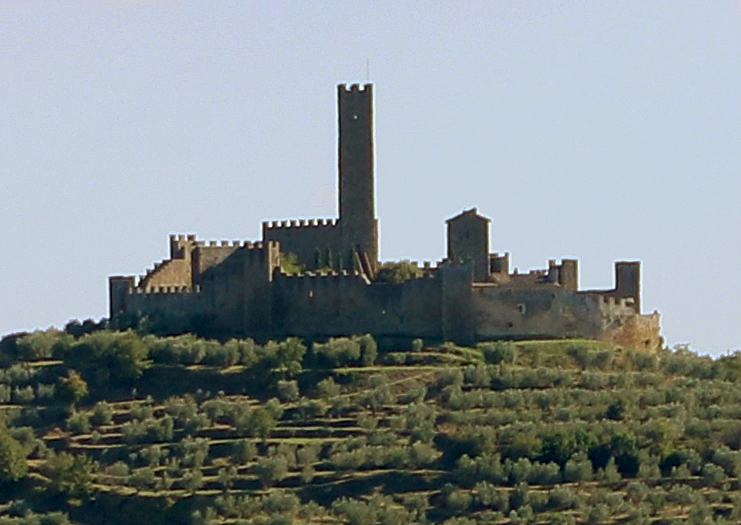